# Eremopsylloides amirabilis
Eremopsylloides amirabilis är en insektsart som beskrevs av Loginova 1964. Eremopsylloides amirabilis ingår i släktet Eremopsylloides och familjen rundbladloppor.
Artens utbredningsområde är Iran. Inga underarter finns listade i Catalogue of Life.